# Кашин, Василий Борисович
Васи́лий Бори́сович Ка́шин (род. 18 сентября 1973, Москва) — российский учёный, политолог, востоковед. Кандидат политических наук. Директор Центра комплексных европейских и международных исследований НИУ ВШЭ, старший научный сотрудник Института Дальнего Востока РАН (с 2001), главный научный сотрудник Центра комплексного китаеведения и региональных проектов МГИМО (с 2018). Участник валдайского дискуссионного клуба, член Российского совета по международным делам.

## Биография

### Первые годы
Василий Кашин родился 18 сентября 1973 года в Москве. В 1996 году окончил Институт стран Азии и Африки при МГУ по специальности «Востоковедение, африканистика», со специализацией «история Китая». В 2000 году окончил Государственный университет управления по специальности «Менеджер». Некоторое время работал в госструктурах.

### Журналистская деятельность
С октября 2004 года по март 2009 года являлся корреспондентом отделов политики и экономики газеты Ведомости. В 2010—2011 годах являлся заместителем руководителя представительства РИА Новости в Пекине.

### Научная и экспертная работа
С 2001 года является сотрудником Института Дальнего Востока РАН, Центра изучения стратегических проблем СВА и ШОС и БРИКС. В 2005 году защитил диссертацию на тему «Китайский и тайваньский политический лоббизм в США и военно-политическая ситуация в зоне Тайваньского пролива» и получил учёную степень кандидата политических наук. С 2009 года работает старшим научным сотрудником Центра комплексных европейских и международных исследований НИУ ВШЭ, занимает пост руководителя сектора международных военно-политических и военно-экономических проблем. С 1 октября 2013 года является доцентом кафедры международной безопасности Факультета мировой политики МГУ по совместительству. С 2018 года — главный научный сотрудник Центра комплексного китаеведения и региональных проектов МГИМО. Состоит в экспертном совете дискуссионного клуба «Валдай», член Российского совета по международным делам.

### Политическая позиция
Является последовательным сторонником вторжения России на Украину, в интервью высказывал мнение о неизбежной победе.
Причиной упадка СССР, по мнению Кашина, стали «… особенности управления советской командно-административной экономической системой, которая окончательно сформировались при Хрущеве».

## Санкции
22 сентября 2023 года, из-за вторжения России на Украину, внесён в санкционный список Канады «соратников российского режима и агентов дезинформации» против причастных к депортации украинских детей в Россию и «созданию и распространению дезинформации и пропаганды, финансируемой Кремлем».

## Публикации
- Суслов Д. В., Пятачкова А. С., Караганов С. А., Лихачева А. Б., Бордачев Т. В., Дружинин А. И., Кашин В. Б. Вопросы географии / Под общ. ред.: В. Котляков, В. Шупер. Вып. 148: Россия в формирующейся Большой Евразии. М. : Издательский дом «Кодекс», 2019.
- Kashin V., Lukin A. Russian-Chinese Security Cooperation in Asia // Asian Politics and Policy. — 2018. — Vol. 10. — No.4. — P. 614—632.
- Крашенинникова Л. С., Кашин В. Б. Китайская академия инженерной физики — создатель китайского ядерного оружия // Проблемы Дальнего Востока. — 2018. — № 5. — С. 70-84.
- Kashin V. The Current State of Russian-Chinese Defense Cooperation. Arlington: CNA Analysis and Solutions, 2018.
- Кашин В. Б. Стереотипам вопреки // Россия в глобальной политике. 2018. — Т. 16. — № 1. — С. 173—182.
- Makarov I. A., Stepanov I. A., Kashin V. Transformation of China’s development model under Xi Jinping and its implications for Russian exports // Asian Politics and Policy. — 2018. — Vol. 10. — No.4. — P. 633—654.
- Кашин В. Б., Королев А. С. Помощь КНР странам Центральной Азии // Мировая экономика и международные отношения. — 2018. — Т. 62. — № 3. — С. 78-85.
- Кашин В. Б. О потенциальном влиянии американской третьей стратегии компенсации на развитие стратегических ядерных сил КНР // Проблемы Дальнего Востока. 2017. № 3. С. 109—118.
- Кашин В. Б. Перерыв подходит к концу? Военная стратегия Китая на современном этапе // Россия в глобальной политике. — 2018. — № 6. — С. 16.
- Alexei D. Voskressenski, Mikhail Karpov, Vasily Kashin. China’s Infinite Transition and its Limits: Economic, Military, and Political Dimensions / Ed. by Alexei D. Voskressenski. Springer Global (Singapore): PalgraveMacMillan, 2020. — 120 p.